# Tipula octacantha
Tipula octacantha är en tvåvingeart som beskrevs av Alexander 1961. Tipula octacantha ingår i släktet Tipula och familjen storharkrankar. Inga underarter finns listade i Catalogue of Life.